# Đặng Tuyết Mai
Đặng Tuyết Mai (còn được gọi là Bà Nguyễn Cao Kỳ, 4 tháng 10 năm 1941 – 21 tháng 12 năm 2016) là cựu phu nhân của ông Nguyễn Cao Kỳ – một chính trị gia Việt Nam Cộng hòa. Một số ý kiến cho rằng bà Đặng Tuyết Mai là cựu Đệ Nhất Phu nhân trong khi những người khác cho rằng bà là Đệ Nhị phu nhân của Việt Nam Cộng hòa là bởi vì địa vị cao nhất chồng cũ của bà trước đây là phó tổng thống, không phải tổng thống; còn chức thủ tướng của ông là đứng đầu của chính phủ, không phải đứng đầu nhà nước.
Bà Mai qua đời tại bệnh viện Hoag, thành phố Newport Beach, California vào 5 giờ sáng ngày 21 tháng 12 năm 2016 (giờ địa phương), thọ 75 tuổi.

## Cuộc đời
Bà Đặng Tuyết Mai xuất thân trong một gia đình gia giáo đến từ Bắc Ninh, sinh sống tại Hà Nội.

### Trước 1975
Đặng Tuyết Mai từng là một nữ tiếp viên hàng không thuộc hãng Air Vietnam trước khi bà kết hôn với ông Kỳ. Khi chồng lên làm Thủ tướng và Phó Tổng thống Việt Nam Cộng hòa, bà tháp tùng ông khắp Việt Nam Cộng hòa và cùng với ông mặc một bộ đồ bay không quân để thể hiện tình đoàn kết với các lực lượng vũ trang mà ông vốn là tham mưu trưởng. Trong tháng 12 năm 1966, bà đến Bệnh viện phẫu thuật thẩm mỹ Jujin ở Tokyo và thực hiện phẫu thuật dưới cái tên Đặng Tuyết Mai đến từ miền Nam Việt Nam, theo tin từ Tạp chí Time.

### Sau năm 1975
Khi Sài Gòn sụp đổ, chồng bà đã sắp xếp cho bà và con được sơ tán, còn ông đào thoát bằng trực thăng trong chiến dịch Gió lốc, hạ cánh trên chiến hạm USS Blue Ridge. Họ đoàn tụ tại Hoa Kỳ và định cư tại tiểu bang California.
Năm 1989, ông Nguyễn Cao Kỳ và bà ly hôn. Khoảng thời gian sau đó, bà Mai có tham gia nhưng không thường xuyên trong một số chương trình nghệ thuật ở hải ngoại (như Trung tâm Asia, từ ASIA 40 đến ASIA 49) với vai trò người dẫn chương trình. Năm 2009, bà Mai trở về Việt Nam và mở quán Phở Ta ở số 12-14 Lê Quý Đôn, Quận 3, Thành phố Hồ Chí Minh.
Bà Mai và ông Kỳ có một con gái chung là Nguyễn Cao Kỳ Duyên, thường được biết đến với vai trò người dẫn chương trình trong các chương trình ca nhạc của Trung tâm Thúy Nga. Kỳ Duyên cũng từng dẫn chung với Công Thành khi hai người còn đang cộng tác với Trung tâm Asia, tuy nhiên cô chỉ xuất hiện với vai trò MC từ cuốn video đầu tiên ASIA 1: Đêm Sài Gòn 1 In Caesar Palace cho đến cuốn video cuối cùng của cô là ASIA 7: Đêm Sài Gòn 6 - Tác giả và tác phẩm 1.

## Sự nghiệp

### MC
| Năm         | Trung tâm | Chương trình     | Người dẫn chung                                                 |
| ----------- | --------- | ---------------- | --------------------------------------------------------------- |
| 2003 - 2005 | Asia      | ASIA 40 - 42, 49 | Việt Dzũng, Nam Lộc, Orchid Lâm Quỳnh, Thụy Trinh, Châu Đình An |